# Bayswater
Bayswater ist ein Stadtteil von London in den Bezirken City of Westminster und Royal Borough of Kensington and Chelsea. Bekannt ist besonders Queensway mit einer der höchsten Dichten an Restaurants außerhalb von Central London und dem Kaufhauskomplex Whiteleys. 
Angrenzende Stadtteile:
- Paddington im Osten
- Notting Hill im Westen
- Knightsbridge im Süden
- Kilburn im Norden

Nahegelegene U-Bahn-Stationen:
- Bayswater
- Queensway
- Royal Oak

Es gibt einen Fluss, der von Hampstead durch Bayswater und Hyde Park fließt und bei Chelsea in die Themse mündet. Er wird unter anderem auch Bayswater River genannt, heißt aber eigentlich Westbourne. 